# KWord
KWord は、自由ソフトウェアのワープロソフトであり、Calligra Suiteプロジェクトの一部である。現在はWordsに名称変更。
KWord のテキストレイアウト方式はフレームに基づくもので、Adobe FrameMaker に似ている。フレームはページ上の任意の場所に置くことができ、そこにテキストやグラフィックスや埋め込みオブジェクトを配置できる。新規ページは1つのフレームになっているが、テキストはフレームを連結するKWordの機能を使ってフレームからフレームへ連続的に配置できる。フレームを使うことで、複雑なグラフィカルなレイアウトが比較的容易に実現できる。

## 歴史
KWord は1998年、KOffice プロジェクトの一部として登場したもので、Adobe FrameMaker からフレームの考え方などを導入していた。最初の作者は、これが初めてのオブジェクト指向プログラミングであったため、コードは必ずしも最高のものではないと告白している。
2000年、KWord には対処すべき問題が非常に多くあり、しかも誰も対処しようとしていないという状態にあった。その間、正式なリリースは全く行われていない。
KWord と同様、フレームは多くのDTPアプリケーションで使われているが、DTPの場合は「マスターページ」と呼ばれる概念があり、ユーザーが文書構造を設計できるようになっている。しかし、多くのユーザーはマスターページの背景にある概念を理解していないため、マスターページを使いこなすことができず、逆に使いやすさが犠牲になっている。
KWord では例えば1ページ内に収めたいテキストが多すぎる場合、新規ページ生成に際して、フレームとその配置をマスターページからコピーする際に柔軟に対応できるようになっている。